# Jerzy Okrzeja
Jerzy Okrzeja (ur. 2 stycznia 1925, zm. 10 lipca 1996) – polski oficer Wojsk Ochrony Pogranicza, pułkownik ludowego Wojska Polskiego, komendant Oficerskiej Szkoły WOP (1966-1967), zastępca komendanta Wyższej Szkoły Oficerskiej Wojsk Zmechanizowanych (1967-1972).

## Życiorys
Urodził się w miejscowości Soboń, w powiecie węgrowskim. Ukończył 7-klasową szkołę powszechną w pow. siedleckim, pracował jako kowal w warsztacie kowalskim do czasu powołania do wojska.
10 lutego 1945 roku został powołany do ludowego Wojska Polskiego, ukończył Oficerską Szkołę Piechoty nr 2 i w dniu 20 października 1945 roku został awansowany na stopień chorążego (wówczas pierwszy stopień oficerski). W 1949 roku ukończył Kurs Kontrolerski Granicznych Placówek Kontrolerskich, a w 1951 roku uczęszczał do Wyższej Szkoły Piechoty w Rembertowie.
W 1956 roku zdał maturę w Liceum Ogólnokształcącym w Kętrzynie, a w 1967 roku uzyskał dyplom Uniwersytetu Warszawskiego i tytuł magistra pedagogiki.
Służbę w Wojskach Ochrony Pogranicza rozpoczął od stanowiska komendanta 88 Strażnicy 24 Samodzielnego Batalionu Ochrony Pogranicza w 12 Brygadzie OP. W latach 1949–1950 pełnił obowiązki Kierownika Miejskiego GPK w Kołobrzegu. W lipcu 1951 roku skierowany został do Oficerskiej Szkoły WOP na stanowisko pomocnika szefa Wydziału Szkolenia. W późniejszym czasie pełnił obowiązki starszego pomocnika, kierownika Cyklu Ogólnowojskowego i Dyrektora Nauk tej szkoły.
Od 1 grudnia 1966 roku do 6 sierpnia 1967 roku pełnił obowiązki Komendanta Oficerskiej Szkoły Wojsk Ochrony Pogranicza. W 1967 roku został przeniesiony do Wyższej Szkoły Oficerskiej Wojsk Zmechanizowanych we Wrocławiu na stanowisko zastępcy komendanta do spraw Wojsk Ochrony Pogranicza.
W latach 1972–1978 pracował jako szef sztabu – zastępca dowódcy 5 Sudeckiej Brygady WOP. Członek PZPR.
W dniu 22 kwietnia 1978 roku zakończył zawodową służbę wojskową i został przeniesiony w stan spoczynku.
Zmarł 10 lipca 1996 roku i został pochowany 5 dni później na cmentarzu Grabiszyńskim we Wrocławiu.